# Lee Hoi-chuen
Lee Hoi-Chuen (4 februarie 1901 – 7 februarie 1965) a fost un cântăreț de operă cantoneză și actor de film din Hong Kong. El a fost tatăl lui Bruce Lee.
Lee Hoi-chuen și soția sa, Grace Ho, se aflau în San Francisco în 1940 când s-a născut Bruce Lee, cei doi fiind în timpul unei călătorii prin Statele Unite ale Americii cu Compania Operei Cantoneze⁠(en)[traduceți]. Celălalt fiu al cuplului, Robert Lee, fratele mai mic al lui Bruce Lee, a fost faimos în Hong Kong în anii 1960, acesta fiind fondatorul și vocalistul trupei „The Thunderbirds”.
Lee Hoi-chuen a murit la doar câteva zile după ce a împlinit 64 de ani, și la o săptămână după ce s-a născut nepotul său, Brandon Lee. În filmul Bruce Lee, My Brother, Lee Hoi-chuen a fost interpretat de actorul Tony Leung Ka-fai.

## Filmografie
1. Robbing the Dead engleză Jefuindu-i pe cei răposați (1939)
2. Christmas Tree engleză Bradul de crăciun (1947)
3. Hundreds of Birds Adoring a Phoenix engleză Sute de păsări idolatrizează o pasăre phoenix ... un cerșetor (1947)
4. Feed the Scholar engleză Hrăniți-l pe învățat (1947)
5. Wealth Is Like a Dream engleză Bogăția-i ca un vis ... Cheung Chiu (1948)
6. A Golden World engleză O lume de aur (1948)
7. Huang jin shi jie (1948)
8. Five Rascals in the Eastern Capital engleză Cinci hoțomani în capitala orientală (partea I) (1948)
9. Five Rascals in the Eastern Capital (partea a II-a) (1948)
10. The Four Kings of Heaven engleză Cei patru regi ai Raiului (1948)
11. Native Scholar engleză Învățatul cetățean (1948)
12. The Outstanding One engleză Remarcabilul (1948)
13. Two Drug Addicts Sweep a Long Dike engleză Doi toxicomani sapă un șanț (1948) ... Chiu Ting-Cheong
14. Everything Goes My Way engleză Totu-mi merge ca pe roate (1948)
15. Rich and Abundant engleză Bogat și abundent (1948)
16. Full Happiness engleză Fericire deplină] (1949) ... Hoi
17. Trashy Heaven engleză Raiul de duzină (1949) ... Ghicitorul
18. Golden Turtle from Hell engleză Țestoasa de aur, venită din iad (1949) ... Chun Pak-Cheung
19. Out of This World engleză Ca din altă lume (1949)
20. Romantic Adventure engleză Aventura romantică  (1949)
21. Loosing the Red Sack engleză Slăbirea sacului roșu (1949) ... Cheung Si-Ma
22. How Ten Heroes of Guangdong Slew the Dragon engleză Cum au răpus zece viteji din Guangdong dragonul (1950)
23. Kaleidoscope engleză Caleidoscop (1950)
24. Xi lu xiang (1950)
25. Seven Shaolin Heroes' Five Ventures into Mount Emei (partea a II-a) engleză Aventura celor șapte eroi Shaolin în munții Emei (1950)
26. Seven Shaolin Heroes' Five Ventures into Mount Emei (partea I) (1950)
27. The Haunt of the Eastern Capital (partea a III-a) engleză Vizuina capitalei orientale  (1950)  ... Chiang Ping
28. The Story of Tung Siu-Yen engleză Povestea lui Tung Siu-Yen (1950) ... Eunucul Fo Yee
29. The Kid engleză Puștiul Cheung  (1950) ... Hung Pak-Ho
30. Life's Blessing Complete engleză Deplina binecuvântare a vieții   (1950)
31. The Net of Justice engleză Plasa dreptății (1950)
32. A Great Hero of Many Blunders engleză Marele erou cu multe boacăne (1951)
33. Business Is Blooming engleză Afacerile înfloresc (1951)
34. She Says "No!" to Marriage engleză Ea spune "Nu!" căsătoriei (1951)
35. Funny Fellows engleză Camarazii caraghioși (1952)
36. A Bright Future engleză Un viitor strălucit (1952)
37. Gu ling jing guai (1952)
38. The Story of Diaochan engleză Povestea lui Diaochuan (1953)
39. The God's Story engleză Povestea Domnului (1953)
40. Peace to All Generations engleză Pace tuturor generațiilor (1953)
41. The Independent Daughter engleză Fiica independentă (1955)
42. The Flower-Girl in Love engleză Tânăra îndrăgostită (1955)
43. The Next Generation engleză Viitoarea generație (1955)
44. Bad-luck for the Fishmonger at Tortoise Hill engleză Ghinionul negustorului de pește din Dealul Țestoasei (1955)
45. Bandits of Shandong Province engleză Bandiții provinciei Shandong (1955)
46. The Three Tests of Yu Tangchun engleză Cele trei teste ale lui Yu Tangchun (1955)
47. Now That I've Got a Daughter, Everything's O.K. engleză Acum că am o fiică, totu-i bine (1955)
48. Backyard Adventures engleză Aventurile din curte ... ghicitorul (1955)
49. The Merry Month of May engleză Vesela lună mai (1955)
50. Philosopher Zhangzhi's Butterfly Dream engleză Visul cu fluturi al filosofului Zhangzhi (1956)
51. Fatty Marries Skinny engleză Grăsanul se însoară cu slăbănoaga (1956)
52. Bloodshed in the Chu Palace engleză Vărsare de sânge în palatul Chu (1956)
53. The Sanmen Street Brawl engleză Bătaia din strada Sanmen (1956)
54. How Xue Dingshan Thrice Angered Fan Lihua engleză Cum l-a înfuriat Xue Dingshan pe Fan Lihua de trei ori  1956)
55. The Clumsy Hero engleză Viteazul cel stângaci (1956)
56. Zhu Maichen's Grand Homecoming engleză Fastuoasa întoarcere acasă a lui Zhu Maichen (1956)
57. A Country Girl Looks for Her Husband engleză O fată de la țară își așteaptă soțul (1956)
58. How Zhou Yu Was Thrice Defeated by Kong Ming engleză Cum a fost învins de trei ori Zhou Yu de Kong Ming (1956)
59. The Strange Adventures of a Strange Man engleză Isprăvile neobișnuite ale unui om ieșit din comun (1956)
60. How Miss Thirteenth Raided Nengren Monastery engleză Cum a jefuit a treisprezecea doamnă mânăstirea Nengren (1957)
61. The Princess Joins the Chu Army engleză Prințesa se alătură armatei Chu (1957)
62. Luo Tong Conquers the North engleză Luo Tong cucerește Nordul (1957)
63. How Fang Tangjing Exasperated the Government Official engleză Cum l-a exasperat Fang Tangjing pe dregător  (1957)
64. Martyrs of Ming engleză Martirii dinastiei Ming (1957)
65. Naughty Princes, Proud Husband engleză Prințesa obraznică și soțul mândru (1957)
66. Tricking the Lords with Beacon Fires engleză Păcălindu-i pe conducători prin flăcările unui jar (1957)
67. The Naughty Princess and Her Lover engleză Prințesa obraznică și iubitul ei (1957)
68. How Di Qing Seized the Pearl Flag engleză Cum a pus Di Qing mâna pe Steagul Perlei (1957)
69. The Feuds Between Fang Tanfgjing and Chen Mengji engleză Disputele dintre Fang Tanfgjing și Chen Mengji (1957)
70. The Petal-Spraying Fairy engleză Zâna ce stropea petalele (1958) ... Kong, tatăl
71. The Carp Spirit engleză Spirit cicălitor (1958)
72. A Buddhist Recluse for 14 Years engleză Sihastru budist timp de 14 ani (1958)
73. The Rouge Well engleză Puțul roșu (1958)
74. Heartbreak Plaque engleză Insigna aducătoare de mari suferințe (1958)
75. The Marriage of the 2 Beautiful Qiao Sisters engleză Căsătoriile celor două surori frumoase Qiao (1958)
76. Wu Song Fights the Tiger engleză Wu Song se luptă cu tigrul (1959)
77. Miserable Daughter-in-Law (1959)
78. Cuckoo's Soul in March  (1959)
79. The Lotus' Story engleză Povestea lotusului (1959)
80. Story of the Wronged Wife engleză Legenda soției confundate (1959)
81. Funny Misunderstanding engleză O caraghioasă neînțelegere (1959)
82. Three Attempts to Steal the Cup of the Nine Dragons engleză Trei încercări de a fura Ceașca celor Nouă Dragoni (1959)
83. The Orphan's Adventure engleză Isprăvile orfanului (1961)
84. The Idiot Husband engleză Soțul zevzec (1961)
85. Black Punch 4000 engleză Pumnul negru 4000  (1961)
86. Ong bak 4 (1962)